# Xiaomi Mi Note 10
Xiaomi Mi Note 10 (він же Mi CC9 Pro в Китаї) — смартфон, розроблений компанією Xiaomi. Перший смартфон із пентакамерою на 108 Мп.

## Камери
На задній панелі розташована пентакамера на 108 Мп. Станом на листопад 2019 року це був перший смартфон із 5 камерами на задній панелі і перший із камерою 108 Мп.
Пентакамера складається із 5 модулів, вони знаходяться на лівій верхній стороні телефону.
Головна камера — сенсор Samsung S5KHMX (1/1,33 дюйма) роздільною здатністю 108 Мп і світлосильним об'єктивом із вісьмома лінзами (також вперше в смартфонах, але тільки у версії Premium Edition) діафрагмою F/1,69. Має оптичну стабілізацію.
Друга камера — 12-мегапіксельний портретний об'єктив з діафрагмою F/2,0.
Третя — 20-мегапіксельний ширококутовий об'єктив з кутом огляду 117° і діафрагмою F/2,2.
Четверта — 5-мегапіксельний телеоб'єктив з діафрагмою F/2,0. Має п'ятикратний оптичний зум (гібридний 50-кратний) і оптичну стабілізацію.
П'ята — 2 Мп для макрозйомки з мінімальною дистанцією фокусування 1,5 см.
Справа від блоку камер — два здвоєних світлодіодних спалахи. Два — звичайні і два м'якого теплого світла. Це дозволяє робити набагато кращі світлини вночі.
Передня камера має 32 Мп.
Крім того, смартфон широко використовує ШІ для фотографування, а також формат RAW.

### Відео
Смартфон може знімати відео 4K@30fps і також надсповільнені відео 720р при 960 к/с або 1080р при 240 к/с.

### Оцінки камер
DxOMark оцінив камери смартфона на рівні Huawei Mate 30 Pro, який коштує вдвічі більше. Фото від Xiaomi Mi Note 10 отримали 130 балів (Huawei — 132), а відео від Xiaomi набрало 102 бали (Huawei тільки 100). Таким чином Xiaomi Mi Note 10 зайняв друге місце після Huawei Mate 30 Pro, відтіснивши на третє місце іншого флагмана — Samsung Galaxy Note 10+ 5G.

## Екран
Телефон має OLED-екран із діагоналлю 6,47 дюйма і роздільною здатністю Full HD+, загнутий на бокові грані. Виробник називає його «гіперболічним» у рекламних цілях. Екран забезпечує охоплення кольорового простору DCI-P3 і характеризується контрастністю 400 000:1.
Сканер відбитків пальця вбудований під екраном.

## Акумулятор і зарядний пристрій
Модель має акумулятор ємністю 5260 мА·год (більшість подібних моделей від інших виробників мають акумулятори ємністю 3000-3500 мА·год).
Xiaomi Mi Note 10 має швидкий зарядний пристрій потужністю 30 Вт. Його за півгодини можна зарядити до 58 %, а 65 хвилин — до 100 %.

## Відмінності між Mi Note 10 і Mi CC9 Pro
Єдиними відмінностями між моделями Mi Note 10 та Mi CC9 Pro є тільки назва та китайська версія MIUI в Mi CC9 Pro. Mi Note 10 продавався на глобальному ринку, а Mi CC9 Pro — в Китаї.

## Доступність
В Китаї телефон презентували 5 листопада 2019, 6 листопада пройшла презентація в Іспанії, 14 — у Польщі. В Україні продажі стартували 21 листопада 2019 року.